# شهرداری بروجرد
شهرداری بروجرد یک مؤسسه عمومی غیردولتی است که اداره امور شهری و مدیریت شهری شهر بروجرد را برعهده دارد. شهرداری بروجرد از سال ۱۳۰۲ خورشیدی تأسیس شده است و بر اساس رتبه‌بندی سازمان شهرداری‌ها و دهیاری‌های کشور، در سال ۱۴۰۱، درجه شهرداری این شهر ۹ بوده است. هم‌اکنون در سه منطقه شهری و یک شهرداری مرکزی فعالیت خود را در سطح این شهر انجام می‌دهد. شهردار بروجرد توسط شورای اسلامی شهر بروجرد منصوب می‌شود و این شورا بر فعالیت‌های شهرداری نظارت دارد.

## تاریخچه
شهرداری بروجرد بالغ بر ۹۰ سال قدمت دارد. شهر بروجرد در دوره قاجار دارای حاکم نشین و مقر حکومت ایالتی و ولایتی بود و اداره امور شهر توسط حاکم منصوب حکومت مرکزی صورت می‌گرفت. در دوره پهلوی با ایجاد ادارات و تشکیلات جدید، نخستین بار خدمات شهری جدید در سازمانی با نام بلدیه بروجرد در سال ۱۳۱۲ خورشیدی آغاز شد. در دهه ۱۳۸۰، منطقه دوم شهرداری و در سال ۱۳۹۹ منطقه سه شهرداری بروجرد تأسیس شد.

## ساختار سازمانی

### معاونت‌ها
- معاونت توسعه و مدیریت منابع
- معاونت خدمات شهری
- معاونت شهرسازی و معماری
- معاونت فنی و امور زیربنایی

### سازمان‌ها
- سازمان آتش نشانی و خدمات شهری
- سازمان مدیریت پسماند
- سازمان مدیریت آرامستان‌ها
- سازمان سیما، منظر و فضای سبز شهری
- سازمان مشاغل شهری
- سازمان عمران و بازآفرینی فضای شهری
- سازمان مدیریت حمل و نقل بار و مسافر
- سازمان فرهنگی، اجتماعی، ورزشی

## مناطق و نواحی شهرداری بروجرد
در سال ۱۴۰۲، شهرداری بروجرد دارای سه منطقه بوده است. 

### شهرداری منطقه یک
منطقه یک شهرداری بروجرد تقریبا منطبق با بافت تاریخی این شهر است و در شرق و مرکز بروجرد فعالیت دارد. بازار سنتی شهر، آثار تاریخی و خانه های تاریخی بروجرد تقریبا همگی در این منطقه قرار گرفته اند.

### شهرداری منطقه دو
شهرداری منطقه دو بروجرد اداره نواحی جنوبی و جنوب غربی بروجرد را بر عهده دارد. شهرداری شهید کشوری به عنوان ناحیه یک منطقه دو عمل می کند.

### شهرداری منطقه سه
منطقه سه شهرداری بروجرد مشتمل بر نواحی شمالی و شمال غربی شهر بروجرد است و مناطق وسیعی از شهرکهای شمالی و نوساز شمال شهر بروجرد را در بر می گیرد. این منطقه دارای یک ناحیه مستقل برای ارائه خدمات به شهرک اندیشه، شهرک مهرگان و مناطق مجاور آنهاست.

### نواحی مستقل شهرداری

#### شهرداری ناحیه یک شهرداری منطقه سه
ناحیه یک منطقه سه شهرداری در میدان شهدای هسته ای در انتهای بلوار بهشت ایجاد شده و هدف آن خدمت رسانی به مناطق شمالی بروجرد از جمله کوی اندیشه، زیبا، غرب، مهرگان و ایثار است.

#### شهرداری ناحیه شهید کشوری
با الحاق قطعی روستای جهان آباد (شهید کشوری) به بروجرد، از ابتدای سال ۱۴۰۲ ناحیه یک شهرداری منطقه دو بروجرد (شهرداری ناحیه شهید کشوری) در این منطقه ایجاد شد.

## شهرداران بروجرد
شهرداری بروجرد از زمان تاسیس در سال ۱۳۱۲ تا کنون بیش از ۶۰ شهردار داشته است که دو سوم آنان در دوره پهلوی شهردار بوده اند. یحیی عیدی بیرانوند که از سال ۱۴۰۰ شهردار بروجرد شده است بیست و ششمین شهردار بروجرد پس از انقلاب اسلامی است. از میان شهرداران بروجرد، محمد‌علی احتشامی که در دهه ۱۳۴۰ اداره شهرداری بروجرد را بر عهده داشت از معروفترین و پرکارترین شهرداران این شهر است. وی در طی چهار سال فعالیت خود، معابر، میدان ها و پارک های متعددی در بروجرد ایجاد کرد و چهره شهر را به کلی دگرگون کرد.
محمد علی دوائی فر شهردار محبوب دهه هفتاد بروجرد هم با اقدامات عمرانی فراوان از جمله زیبا سازی و ایجاد راه دسترسی برای تپه چغا و طرح سامان دهی میدان رازان بروجرد ، از جمله شهرداران بروجرد است که نامش در یادها مانده است.

## باشگاه های ورزشی
تیم باشگاه فوتبال شهرداری بروجرد یک تیم فوتبال تحت حمایت شهرداری بروجرد است که در لیگ دسته سوم فوتبال ایران بازی می کند. این تیم بازیهای محلی خود را در ورزشگاه کارگران این شهر برگزار می کند.

## رویدادها و حوادث
- ساختمان شهرداری مرکزی بروجرد که ارزش تاریخی و معماری داشت، در زمین‌لرزه ۱۳۸۵ آسیب جدی دید و بعدها توسط خود شهرداری تخریب شد. تا کنون ساختمانی به جای آن ساخته نشده است.
- در خرداد ۱۴۰۱ نماد تُنگ ورشو در یکی از میدان های شهر بروجرد فرو ریخت. [۵]